# 49e parallèle sud
Pour les articles homonymes, voir 49e parallèle.
En géographie, le 49e parallèle sud est le parallèle joignant les points de la surface de la Terre dont la latitude est égale à 49° sud.

## Géographie

### Dimensions
Dans le système géodésique WGS 84, au niveau de 49° de latitude sud, un degré de longitude équivaut à 73,171 km ; la longueur totale du parallèle est donc de 26 342 km, soit environ 66 % de celle de l'équateur. Il en est distant de 5 430 km et du pôle Sud de 4 572 km,.

### Régions traversées
Le 49e parallèle sud passe au-dessus des océans sur environ 98 % de sa longueur. Il coupe cependant la pointe sud de l'Amérique du Sud (Chili et Argentine) et les îles Kerguelen.
Le tableau ci-dessous résume les différentes zones traversées par le parallèle, d'ouest en est :
| Zone                                                                                              | Début                | Fin                  | Longueur (km) |
| ------------------------------------------------------------------------------------------------- | -------------------- | -------------------- | ------------- |
| Océans Atlantique et Indien                                                                       | 49° 00′ S, 67° 31′ O | 49° 00′ S, 68° 47′ E | 9 973         |
| Grande Terre (péninsule Loranchet)                                                                | 49° 00′ S, 68° 47′ E | 49° 00′ S, 69° 02′ E | 18            |
| Océan Indien (baie Laissez-Porter)                                                                | 49° 00′ S, 69° 02′ E | 49° 00′ S, 69° 05′ E | 4             |
| Grande Terre (presqu'île de la Société de géographie)                                             | 49° 00′ S, 69° 05′ E | 49° 00′ S, 69° 08′ E | 4             |
| Océan Indien (baie du Français)                                                                   | 49° 00′ S, 69° 08′ E | 49° 00′ S, 69° 12′ E | 5             |
| Île Foch                                                                                          | 49° 00′ S, 69° 12′ E | 49° 00′ S, 69° 22′ E | 12            |
| Océan Indien (baie Rhodes)                                                                        | 49° 00′ S, 69° 22′ E | 49° 00′ S, 69° 27′ E | 6             |
| Île Bethell                                                                                       | 49° 00′ S, 69° 27′ E | 49° 00′ S, 69° 29′ E | 2             |
| Océan Indien (baie Rhodes)                                                                        | 49° 00′ S, 69° 29′ E | 49° 00′ S, 69° 30′ E | 1             |
| Grande Terre (presqu'île des Lapins-Pie, presqu'île Joffre)                                       | 49° 00′ S, 69° 30′ E | 49° 00′ S, 69° 37′ E | 9             |
| Océans Indien et Pacifique                                                                        | 49° 00′ S, 69° 37′ E | 49° 00′ S, 75° 37′ O | 15 715        |
| Archipel de Patagonie (plusieurs îles, dont l'île Wellington, ainsi que les chenaux les séparant) | 49° 00′ S, 75° 37′ O | 49° 00′ S, 74° 29′ O | 82            |
| Canal Messier                                                                                     | 49° 00′ S, 74° 29′ O | 49° 00′ S, 74° 28′ O | 1             |
| Amérique du Sud                                                                                   | 49° 00′ S, 74° 28′ O | 49° 00′ S, 67° 31′ O | 509           |